# Muhammad Abduh

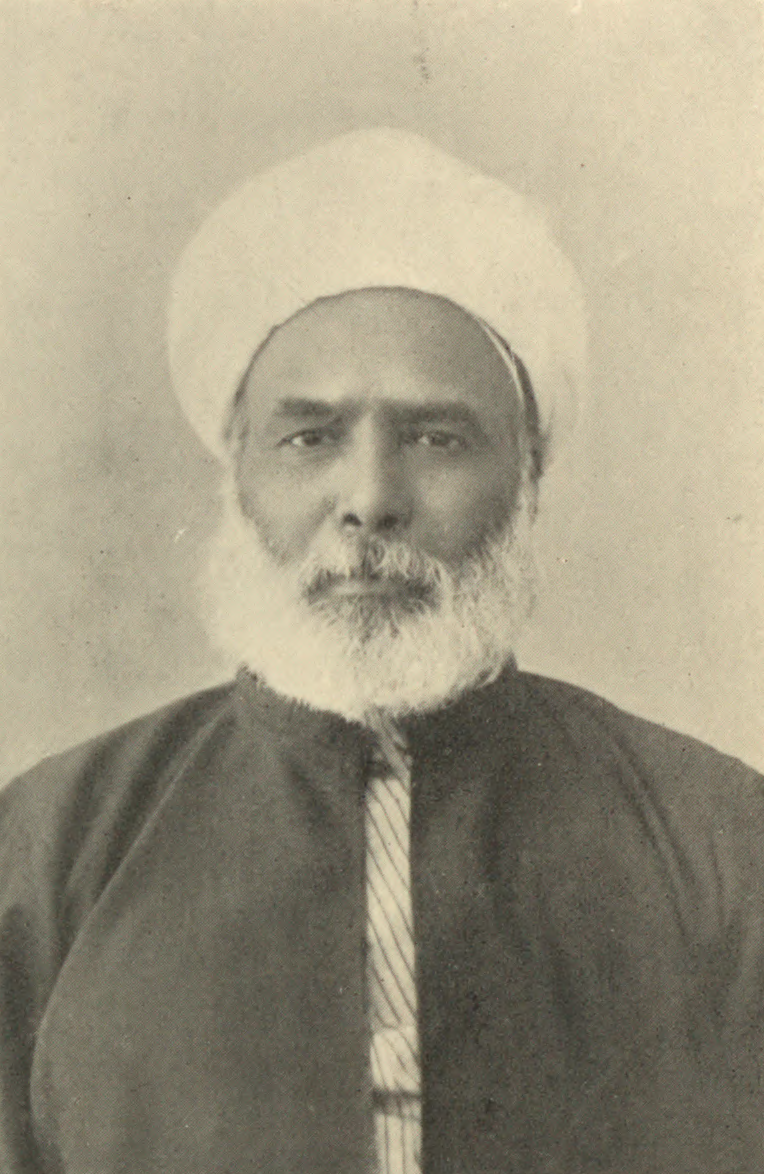
Muhammad Abduh

Muhammad Abduh, ägyptisch-arabisch Mohamed Abdou (arabisch محمد عبده Muḥammad ʿAbduh; * 1849 im Nildelta; † 11. Juli 1905 in Alexandria), war ein ägyptischer Journalist, Religions- und Rechtsgelehrter, der panislamische Ziele verfolgte und zu den wichtigsten Vertretern der islamischen Reform-Bewegung gehörte. Von 1899 bis 1905 bekleidete er das Amt des Großmufti von Ägypten. Sein wichtigster Beitrag zur islamischen Reformbewegung stellte die Vermittlung der Sicht auf den Islam als eine rationale Religion dar, die zu modernen Entwicklungen wie Wissenschaften und Technik keinesfalls im Widerspruch stehen müsse.

## Leben

### Frühe Jahre in Ägypten
Muhammad Abduh wuchs in einer Bauernfamilie aus Unterägypten auf. Bevor er 1866 an der al-Azhar-Universität in Kairo studierte, besuchte er eine weiterführende Schule und eine Madrasa, wo er mit der mystischen Lehre der Sufis durch seinen Onkel Scheich Darwīsch in Kontakt kam.
1870 lernte er den aus Iran stammenden schiitischen Rechtsgelehrten Dschamal ad-Din al-Afghani kennen, der ihm einen neuen Blick auf die traditionellen Lehrinhalte eröffnete. Von ihm übernahm er den Blickwinkel, dass sich Muslime zur gegenwärtigen Zeit vom wahren Islam entfernt hätten und daher wachsende Niederlagen gegenüber dem Westen eingestehen müssten. Außerdem wurde er von ihm an die europäische Literatur, Philosophie, Theologie sowie Wissenschaften herangeführt und lernte durch ihn, technischen und wissenschaftlichen Fortschritt im Westen anzuerkennen, während die westliche Lebensweise für die islamische Welt jedoch abzulehnen sei. Durch seinen Lehrer angeregt und durch die Lektüre westlicher Literatur veränderte sich Abduhs Blick für die aktuellen politischen und gesellschaftlichen Probleme Ägyptens. Sein Ziel wurde es, Ägypten durch höhere Bildung und richtig gelebte Religiosität in die Moderne zu führen. Abduh lehnte die parallel dazu stattfindenden Entwicklungen in Europa, allen voran in Frankreich, ab. Den dortigen Prozess der Säkularisierung empfand er als falsch, da dieser seinen Vorstellungen einer Vereinigung von Wissenschaft und Religion widersprach. Abduh sah in den Ereignissen zudem einen Beleg für seine These, dass nur der Islam aufgrund seines Wesens in der Lage sei, Wissenschaft und Religion zu vereinen.
Im Jahr 1876 schloss er seine Studien mit dem Titel eines Gelehrten ab und lehrte anschließend – oftmals als Privatlehrer – Logik, Theologie, Ethik und Politik. 1878 wurde er Geschichtsprofessor an der Hochschule Dar al-ulum (arabisch: „Haus der Wissenschaften“) sowie später Professor für Arabisch an einer weiteren Hochschule. Abduh war auch als Journalist tätig, schrieb u. a. für die Zeitung al-Ahrām, in der er zu Bildungsreformen und zum Erlernen der modernen Natur- und Geisteswissenschaften aufrief.
1879 ging er für kurze Zeit ins Exil, forciert wegen seines Widerstandes gegenüber einer ausländischen Fremdregierung. Ein Jahr später durfte er zurückkehren und wurde Herausgeber der offiziellen Regierungszeitung, al-Waqāʾiʿ al-Miṣriyya. Unter seiner Führung wurde die Zeitung zum Sprachrohr reformistischer Ideen, die außerdem die Befreiung der Muslime von europäischer Hegemonie und die Erneuerung des Islam aus eigener Kraft propagierte. Gleichzeitig wurde er Zensor aller ägyptischen Medien.

### Paris
1882 ergriff er bei einem nationalistischen Aufstand gegen die Regierung Partei für die Oppositionellen und musste daraufhin Ägypten verlassen. Über Beirut gelangte er 1884 nach Paris, wo er wieder auf seinen alten Lehrer Dschamal ad-Din al-Afghani traf. Zusammen begannen sie die reformistische Zeitschrift al-ʿUrwa al-Wuthqā herauszugeben. In der Zeitschrift, die in Ägypten und Indien von den britischen Regierungsbeamten sofort verboten wurde, riefen beide die Muslime dazu auf, sich unter ihrer Religion gegen Fremdherrschaft zu vereinen und zurück zur wahren Religion der frommen Vorväter (as-salaf as-salih) zu finden. Noch im Jahre 1884 reiste ʿAbduh nach Tunis.

### Beirut
Anfang 1885 kehrte ʿAbduh nach Beirut zurück, wo er zunächst private Vorlesungen über das Leben des Propheten und die Auslegung des Korans hielt. Gegen Ende 1885 wurde er zum Lehrer an der Madrasa Sultānīya ernannt. Hier übersetzte er al-Afghānīs Schrift gegen die Dahrīya und erstellte einen Kommentar zur Nahdsch al-Balāgha, einer Sammlung von Ansprachen, Briefen und Aussprüchen von ʿAlī ibn Abī Tālib. In Beirut schrieb er auch sein möglicherweise wichtigstes Werk, die „Abhandlung über das Einheitsbekenntnis“ (Risālat al-tauḥīd).

### Rückkehr nach Ägypten
1889 kehrte ʿAbduh wieder nach Kairo zurück. Dort fand er eine Anstellung als Qādī. 1897 gründete er zusammen mit dem jüngeren syrischen Gelehrten Raschīd Ridā die Zeitschrift al-Manār („Der Leuchtturm“), die sich für die Überwindung der Madhhab-Gegensätze unter den Muslimen einsetzte und ähnlich wie al-ʿUrwa al-wuthqā internationale Ausstrahlung entwickelte. 1898 brachte er in dieser Zeitschrift die Idee auf, unter der Führung des Amīr al-muʾminīn Abdülhamid II. in Mekka einen gesamtislamischen Kongress abzuhalten, der als dauerhafte Institution in jedem Land eine Zweigniederlassung haben sollte.
Die Ernennung zum Großmufti von Ägypten 1899 war für Abduh eine große Auszeichnung. Dieses Amt übte er bis zu seinem Tod 1905 aus. In seiner Rolle als Großmufti verfasste er auch eine Reihe theologischer, juristischer und philologischer Schriften und begann außerdem die Arbeit an einem umfassenden Korankommentar, der auch in einer Zeitschrift veröffentlicht wurde. Dieser Kommentar löste einen Sturm der Entrüstung und Ablehnung bei anderen Gelehrten aus.
Muhammad Abduh starb am 11. Juli 1905 in Ägypten.

## Denken
Abduh trat zeit seines Lebens für die Synthese von westlichem Gedankengut und islamischen Vorstellungen ein. Obwohl er bei vielen heutigen Salafisten als Modernist gilt, förderte er die Idee der Salafiyya, d. h. der Rückbesinnung auf den vorbildlichen Lebenswandel der muslimischen Vorfahren. Er ist daher als wichtiger Denker in der salafistischen Bewegung selbst zu sehen.
Abduh führte die Lehre seines Tutors Dschamal ad-Din al-Afghanis fort, indem er dessen Überzeugung aufgriff, dass der Islam kein Hindernis für moderne Entwicklung, Technologie und Wissenschaft sei. Abduh war davon überzeugt, dass der Islam sogar die besten Voraussetzungen für Modernität besäße – Traditionalisten und Orthodoxie, vor allem in der konservativen al-Azhar-Universität, vermittelten seiner Auffassung nach eine veraltete und teilweise falsche Version des Islam. Er konstruierte einen Islam als moderne „Gegenstellung“ zum Christentum, das nicht modern-fähig sei. Das Christentum war nicht in der Lage, sich mit Naturwissenschaft zu vereinbaren. Zudem kenne im Gegensatz zum Christentum, der Islam keine Institutionen (Kirche, Klerus) und Wunder. Zeit seines Lebens setzte sich Abduh deshalb vor allem für Bildungseinrichtungen ein, in denen eine neue Religionsanschauung vermittelt werden sollte, was sich bis zu seinem Tod jedoch nicht verwirklichen ließ.
Die allgemeine Schwäche der Muslime seiner Zeit führte er auf zwei Probleme zurück: Unkenntnis über die eigene Religion bzw. falscher Glaube und Despotismus der muslimischen Herrscher. Seiner Meinung nach konnten diese zentralen Probleme nur durch eine Rückbesinnung auf die „wahre Religion“ (aṣl al-dīn al-islāmī) gelöst werden, vor allem durch verbesserte Bildungssysteme und eine Modernisierung alter Interpretationen der religiösen Orthodoxie. Er lehnte es ab, die Interpretationen und den Konsensus früherer Generationen von Rechtsgelehrten als einzig wahre Interpretation von Glaubensfragen zu akzeptieren, ebenso wie die blinde Nachahmung früherer Generationen (taqlid). Daher war er für die Öffnung des Tores des Idschtihad. Seine kritische Haltung gegenüber dem blinden Autoritätsglauben stieß allerdings dort auf eine Grenze, wo es um die Autorität des Korans ging. So meinte er, dass im Falle von Widersprüchen zwischen koranischen Aussagen und außerkoranischen Geschichtsdarstellungen allein dem Koran Glauben zu schenken sei.
Einige traditionelle Verbote wie das des Tragens europäischer Hüte lehnte er ab (Transvaal Fatwa), ebenso die Polygynie. Obwohl er in vielerlei Hinsicht eine liberale Haltung gegenüber Frauen vertrat, wollte er Frauen keine politische Macht zugestehen.
Abduhs wichtigster Schüler war Raschīd Ridā. Während dieser einen konservativen Pfad einschlug, entwickelte ʿAlī ʿAbd ar-Rāziq Abduhs Ansätze in säkularer Richtung weiter.

### Die Debatte zwischen ʿAbduh und Faraḥ Anṭūn 1902
Im Jahr 1902 veröffentlichte der libanesische Denker Faraḥ Anṭūn in seiner Zeitschrift Al-Jamia (Die Gemeinschaft) einen Artikel über die Geschichte und Philosophie des andalusischen muslimischen Gelehrten Ibn Rušd, in dem er zwischen Christentum und Islam in Bezug auf Unterdrückung der Wissenschaft und Wissenschaftler im Laufe der Geschichte vergleicht. Das Christentum in Europa sei toleranter als der Islam. Anṭūn plädiert zudem für eine Trennung zwischen Religion und Wissenschaft. ʿAbduh reagierte auf Anṭūn, seine ausführlichen Antworten wurden von seinem Schüler Rašīd Riḍā im Buch „Islam und Christentum mit Wissenschaft und Zivilisation“ veröffentlicht. Er kritisiert das Christentum im europäischen Kontext und identifiziert „die Grundlagen der christlichen Religion“, diese seien der Glaube an Wunder, die religiöse Herrschaft, Ablehnung des Diesseits, Glaube an das Unvernünftige, umfassende religiöse Schriften, Unterscheidung zwischen Christen und Nicht-Christen. Zudem verteidigt er den Islam als tolerante und rationale Religion und übt Kritik an den muslimischen Religionspraxis. ʿAbduh vertritt die Ansichten, der Islam sein kein Hindernis für Zivilisierung; es könne keinen Widerspruch zwischen Religion und Wissenschaft geben, sie seien miteinander vereinbar durch neue Interpretationen. Er sieht einerseits keine endgültige Trennung zwischen Religion (dīn) bzw. Herz (qalb) und Wissenschaft (ʿilm) bzw. Vernunft (ʿaql) definiert sie andererseits unterschiedlich.

### ʿAbduhs Religionsverständnis
ʿAbduhs Religionsverständnis entwickelte sich im Rahmen eines globalen Diskurses um Religion, der in der zweiten Hälfte des 19. Jahrhunderts im Kontext des Kolonialismus stattfand, der einerseits zur Trennung zwischen Religion und neu formulierten Naturwissenschaft und andererseits zur Bildung eines neuen Religionsverständnisses als Innerlichkeit führte. ʿAbduhs Religionsverständnis ist geprägt sowohl von seinem Studium, Lehrer Al-Afghani und seiner Teilnahme an den lokalen Debatten um Religion, Materialismus und Darwinismus im arabischsprachigen Raum als auch von seinen globalen Konstanten und Auseinandersetzungen etwa mit Isaac Taylor, Herbert Spencer, Ernest Renan und Gabriel Hanotaux. Beobachtbar sind daher seine universalistischen Ansprüche. ʿAbduh verbindet Religion (dīn) mit der menschlichen Natur (fiṭra) und dem inneren Gefühl (šuʿūr), dass es einen Gott gebe, der das Universum steuere. Dieses Gefühl sei der Normalfall, universal und bei allen Menschen bekannt. Hingegen sieht ʿAbduh den Atheismus nicht nur als Sonderfall an, sondern auch als soziale Krankheit (maraḍ). In Risālat Al-Tawḥīd (die Abhandlung über das Einheitsbekenntnis) betrachtet er Religion (dīn) als allgemeinen Sinn bzw. allgemeine Empfindung (ḥāssa ʿāmma), die das aufdecke, was die Vernunft (ʿaql) als Glückswege wahrnehme; und die Vernunft habe die Fähigkeit, diesen Sinn zu erkennen und zu verwenden. Wie viele seiner Zeitgenossen vertritt er ein Evolutionsmodell der Religionen, in dem er der islamischen Religion eine Überlegenheit gegenüber anderen Religionen zuschreibt und sie als die höchste Stufe von Religion im Allgemeinen erscheinen lässt.